# Hollands U/17-fodboldlandshold
Hollands U/17-fodboldlandshold er Hollands landshold for fodboldspillere, som er under 17 år og administreres af Koninklijke Nederlandse Voetbalbond (KNVB).